# Kościół św. Michała w Nowej Słupi
Kościół św. Michała – rzymskokatolicki kościół, który znajdował się w mieście Nowa Słupia. Rozebrany między rokiem 1748 a 1769.

## Historia
Świątynię wybudowano pod koniec XVI w. wraz z obok położonym przytułkiem dla chorych i ubogich. Ufundował ją Michał Maliszewski, opat świętokrzyski. Zgodę na erekcję wydali w 1593 r. papież Klemens VII i biskup krakowski Jerzy Radziwiłł. Oba budynki zlokalizowane były na gruncie klasztornym, na ówczesnych przedmieściach miasta. Drewnianą świątynię o trzech ołtarzach poświęcono w 1664 roku. Z protokołu wizytacyjnego datowanego na 1748 rok wynika, że kościół był dobrze wyposażony w paramenty oraz przybory mszalne (m.in. srebrną staroświecką monstrancję, trybularz i krzyż, trzy kielichy, 8 ornatów, 2 mszały oraz mszalik gregoriański). W protokole tym odnotowano, że przy kościele znajdował się drewniany, pokryty strzechą szpital dla ubogich, obejmujący sień, dużą izbę z piecem i piecem piekarskim oraz dwie komory dla ubogich. Z czasem drewniany kościół zaczął popadać w ruinę i decyzją Teodora Karskiego, opata świętokrzyskiego, został rozebrany. Budowa nowego, murowanego kościoła rozpoczęła się przed 1769 rokiem, została jednak przerwana po śmierci opata Karskiego. Pomimo tego, w niedziele i święta, w murach zasklepionej zakrystii odprawiano nabożeństwa. Kościoła nie udało się odbudować.
Jedną z prawdopodobnych przyczyn nieodbudowania świątyni był wzrost znaczenia kościoła parafialnego, poświęconego w 1678 roku (kościół św. Wawrzyńca w Nowej Słupi). W związku z tym utrzymanie i wyposażenie kościoła św. Michała, położonego zaledwie kilkadziesiąt metrów od kościoła farnego, stało się zbędne.
W Nowej Słupi przy ul. Świętokrzyskiej znajdują się odsłonięte fundamenty kościoła św. Michała. W Domu Opata (dawne probostwo szpitalne) utworzono bibliotekę.